# Киунга (национальный морской заповедник)
Киунга — национальный морской заповедник на севере Кении. С 1980 года заповедник входит во всемирную сеть биосферных резерватов.

## Физико-географическая характеристика

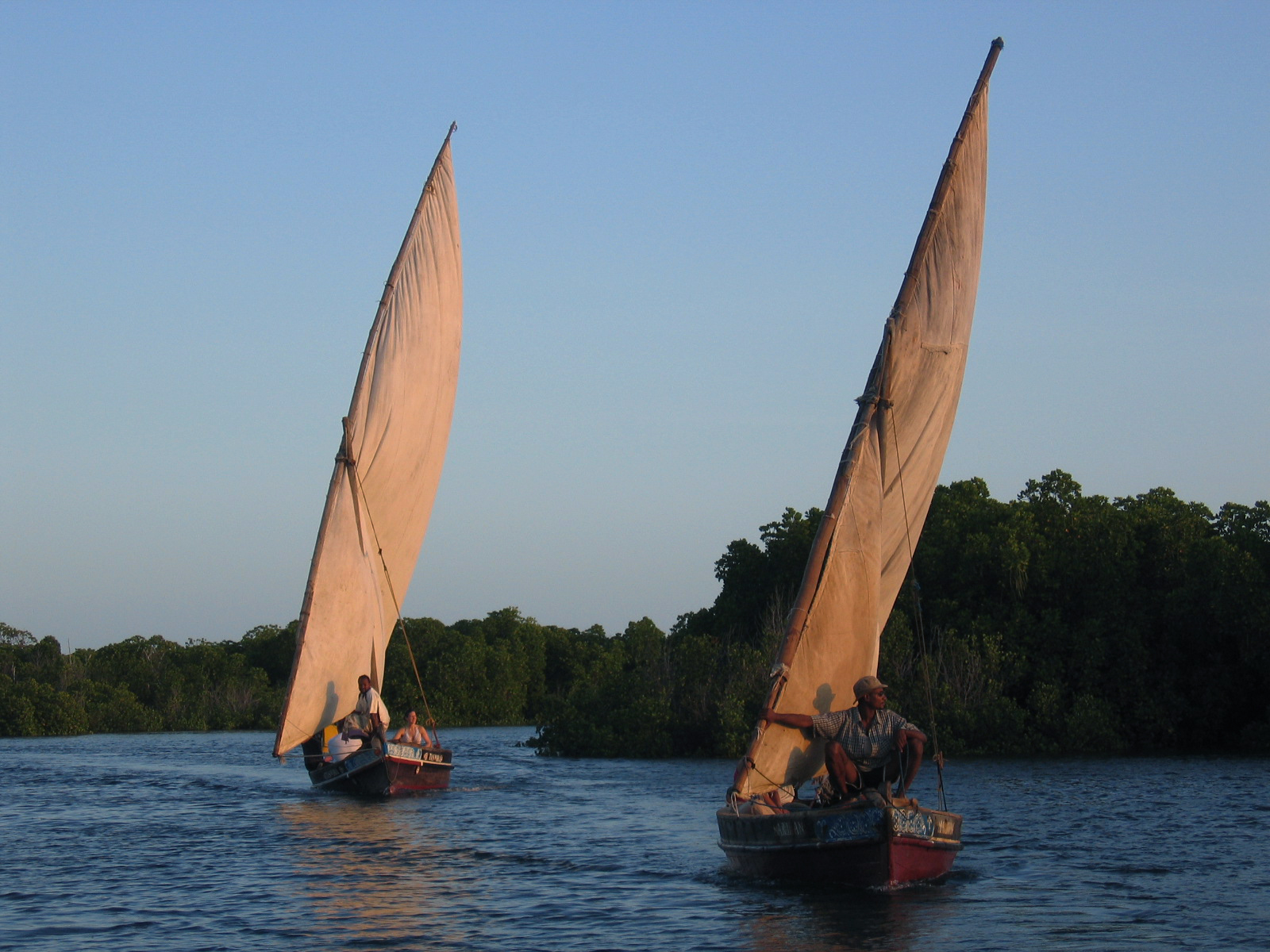
Архипелаг Ламу

Заповедник расположен в округе Ламу около деревни Киунга в 150 км к востоку от города Ламу (город) и включает около 50 островов и коралловых рифов архипелага Ламу. Архипелаг, сформированный одним из рядов кораллов, протянулся на 60 км вдоль береговой линии на расстоянии от 1,6 до 16 км от неё. Площадь островов составляет от 100 м² до 1 км². Крупные острова и острова внутренней части архипелага покрыты растительностью, внешние острова представляют собой коралловые образования высотой до 18 метров. Береговая линия по соседству с архипелагом охраняется национальными заповедниками Додори и Бони. На берегу расположены песчаные пляжи и дюны, а также засушливые леса.
В базе данных всемирной сети биосферных резерватов указаны следующие координаты биосферного резервата: 1°55′ ю. ш. 41°00′ в. д. — 2°15′ ю. ш. 41°15′ в. д.. Общая площадь территории составляет 600 км², разделения на зоны нет.
Для акватории заповедника характерен влажный климат с температурой от 22 до 34 °C и среднегодовым уровнем осадков — 500 мм. Высота над уровнем моря от 0 до 30 м.
В 16 км к северу от заповедника проходит граница с Сомали.

## Флора и фауна
Растительный мир архипелага зависит от стороны островов. Внешние части остров покрыты растительностью слабо, преобладают Salicornia и Sanseveria. Защищённая внутренняя часть островов имеет более разнообразный растительный мир, который включает Commiphora и Salvadora persica. На берегу материка преобладают песчаные дюны, встречаются мангровые болота. Мангровые деревья растут также в защищённой части крупных островов архипелага.
На территории резервата откладывают яйца редкие виды черепах: зелёная черепаха (Chelonia mydas), бисса (Eretmochelys imbricata) и оливковая черепаха (Lepidochelys olivacea). Также здесь обитают дюгони. Кроме того, неприступные острова облюбовали птицы. Особую ценность для орнитологов представляют внешние острова архипелага, доступ к которым затруднён с июня по сентябрь из-за сильного ветра. На них гнездятся розовая крачка (Sterna dougallii), Larus hemprichii, Sterna repressa, бурокрылая крачка (Sterna anaethetus) и обыкновенная глупая крачка (Anous stolidus).

## Взаимодействие с человеком
С 1996 года управление территорией ведётся Службой охраны дикой природы Кении вместе с Всемирным фондом дикой природы. Проводится мониторинг текущего состояния рифов.
На территории резервата почти нет местных жителей. Рыболовство разрешено только традиционными методами. Есть несколько кемпингов на основном берегу и на крупных островах, но из-за труднодоступности экотуризм развит слабо.